# Windows Mobile
Windows Mobile là một nhánh hệ điều hành di động được phát triển bởi Microsoft dành cho điện thoại thông minh và thiết bị kỹ thuật số hỗ trợ cá nhân.
Windows Mobile được phát triển từ Windows CE vào năm 1996, và ra mắt lần đầu vào năm 2000 với tên gọi Pocket PC 2000 chạy trên Pocket PC PDA. Nó được đổi tên thành "Windows Mobile" vào năm 2003. Tại thời điểm đó, Windows Mobile có nhiều phiên bản khác nhau (tương tự như phiên bản Windows dành cho máy tính để bàn) với mục tiêu là thu hút cả người tiêu dùng cá nhân và các doanh nghiệp. Khi được phát hành lần đầu vào giữa những năm 2000, nó là hệ điều hành di động tương đương với hệ điều hành máy tính để bàn Windows: một thế lực trong ngành công nghiệp di động lúc bấy giờ.
Sau sự nổi lên của các hệ điều hành điện thoại thông minh mới hơn (iOS và Android), Windows Mobile đã  không thể theo kịp và nhanh chóng lụi tàn trong sau đó. Đến tháng 2 năm 2010, Microsoft công bố hệ điều hành mới có tên Windows Phone hiện đại hơn và tập trung vào người tiêu dùng hơn để thay thế Windows Mobile. Kết quả là Windows Mobile không còn được hỗ trợ nữa do các thiết bị và phần mềm hiện có không tương thích với Windows Phone. Phiên bản cuối cùng của Windows Mobile là 6.5.5, được phát hành sau khi Windows Phone được công bố. Sau đó, Microsoft ngừng phát triển Windows Mobile để tập trung vào Windows Phone.
Microsoft phát hành Windows 10 Mobile vào năm 2015, là một phần của dòng Windows Phone và nó không liên quan đến hệ điều hành Windows Mobile trước đây.

## Tính năng
Hầu hết các phiên bản Windows Mobile đều có các tính năng tiêu chuẩn, chẳng hạn như đa nhiệm và khả năng điều hướng hệ thống tệp tương tự như Windows 9x và Windows NT, bao gồm cả hỗ trợ cho nhiều loại tập tin giống nhau. Tương tự như Windows 9x, nó đi kèm với một bộ ứng dụng thực hiện các tác vụ cơ bản. Internet Explorer Mobile là trình duyệt web mặc định và Windows Media Player là media player mặc định được sử dụng để phát phương tiện kỹ thuật số. Phiên bản dành cho thiết bị di động của Microsoft Office là bộ ứng dụng văn phòng mặc định.
Chia sẻ kết nối Internet, được hỗ trợ trên các thiết bị tương thích, cho phép điện thoại chia sẻ kết nối Internet với máy tính qua USB và Bluetooth. Windows Mobile hỗ trợ mạng riêng ảo qua giao thức PPTP. Hầu hết các thiết bị có kết nối di động cũng có lớp giao diện vô tuyến (Radio Interface Layer). Lớp Giao diện Vô tuyến cung cấp giao diện hệ thống giữa lớp Cell Core trong Hệ điều hành Windows Mobile và ngăn xếp giao thức vô tuyến cho modem không dây. Điều này cho phép các OEM tích hợp nhiều loại modem vào thiết bị của họ.
Giao diện người dùng thay đổi đáng kể giữa các phiên bản, chỉ giữ lại các tính năng cốt lõi. Today Screen, sau này được gọi là Home Screen, hiển thị ngày hiện tại, thông tin thiết bị, cuộc hẹn sắp tới, e-mail và nhiệm vụ. Thanh tác vụ hiển thị thời gian hiện tại cũng như mức âm lượng. Các thiết bị có sóng di động cũng hiển thị cường độ tín hiệu trên thanh tác vụ nói trên.

## Lịch sử

Phiên bản Alpha trên WinPad trong giai đoạn phát triển ban đầu thể hiện khả năng vẽ cảm ứng

Windows Mobile dựa xây dụng trên nhân Windows CE và lần đầu tiên xuất hiện dưới dạng hệ điều hành Pocket PC 2000. Nó bao gồm một bộ ứng dụng cơ bản được phát triển bằng Windows API và được thiết kế để có các tính năng và giao diện tương tự như phiên bản Windows dành cho máy tính để bàn. Nó cho phép các nhà phát triển bên thứ ba phát triển phần mềm cho Windows Mobile mà không có hạn chế nào do Microsoft áp đặt. Bạn có thể mua các ứng dụng phần mềm được phát triển từ các bên thứ ba từ Windows Marketplace for Mobile.
Hầu hết các thiết bị Windows Mobile đời đầu đều có bút cảm ứng, có thể dùng để nhập lệnh bằng cách chạm vào màn hình. Công nghệ nhập liệu bằng cảm ứng chính là màn hình cảm ứng điện trở thường yêu cầu bút cảm ứng để nhập liệu. Các thiết bị sau này sử dụng cảm biến điện dung nên không cần bút cảm ứng. Các thiết bị cũng có nhiều dạng thức khác nhau. Một số thiết bị sử dụng bàn phím trượt (như HP iPAQ hw6515), trong khi một số khác chỉ sử dụng một vài nút bấm cơ bản (như Dell Axim X51v).

### Windows CE
Dự án của Microsoft về các thiết bị di động cầm tay bắt đầu bằng các nghiên cứu vào năm 1990, và dự án Windows CE vào năm 1992. Ban đầu, hệ điều hành và giao diện người dùng được phát triển riêng biệt. Windows CE được tạo ra dựa trên mã nguồn Windows 95 và một thành  phần cung cấp giao diện người dùng có tên mã là WinPad (sau này là Microsoft At Work dành cho thiết bị cầm tay). Windows 95 hỗ trợ bút cảm ứng giúp việc chuyển đổi trở nên dễ dàng: "Tại thời điểm này, Windows 95 cung cấp khả năng hỗ trợ bút vượt trội. Lần đầu tiên bút cảm ứng đã hoạt động chính xác trên Windows." WinPad đã bị trì hoãn do các vấn đề về giá cả và hiệu suất, trước khi bị loại bỏ vào đầu năm 1995 do các vấn đề về trình điều khiển màn hình cảm ứng liên quan đến công nghệ WriteTouch do NCR Microelectronic Products thực hiện. Mặc dù WinPad chưa bao giờ được phát hành dưới dạng sản phẩm tiêu dùng, các bản dựng Alpha đã được phát hành với nhiều thành phần giao diện khác nhau. Trong quá trình phát triển WinPad, một nhóm riêng biệt đã làm việc trong một dự án có tên Pulsar với mục tiêu thiết kế phiên bản truyền thông di động của WinPad, được mô tả là "pager on Steroids". Dự án này cũng bị hủy bỏ cùng thời điểm với WinPad. Các cựu thành viên của dự án đã thành lập dự án Pegasus vào năm 1995. Pegasus sẽ hoạt động trên phần cứng của hệ điều hành Windows CE, với các thành phần giao diện của một PDA như WinPad và chức năng liên lạc của Pulsar. Dưới cái tên Handheld PC, một hướng dẫn tham khảo phần cứng đã được phát hành. Các sản phẩm bắt đầu xuất xưởng vào năm 1996, mặc dù hầu hết chúng có nhiều tương đồng với "thiết bị cầm tay với màn hình cảm ứng hoạt động bằng bút". Thông số kỹ thuật dành cho các dạng thức nhỏ hơn như Palm-size PC được phát hành vào năm 1998.

### Pocket PC 2000

Màn hình thông báo Today trên Pocket PC 2000

Pocket PC 2000, với tên mã ban đầu "Rapier", được phát hành vào ngày 19 tháng 4 năm 2000.
Được phát triển dựa trên nhân Windows CE 3.0, Pocket PC 2000 là phiên bản đầu tiên của hệ điều hành Windows Mobile sau này và được coi là sự kế thừa cho hệ điều hành trên các Palm-size PC . Khả năng tương thích ngược vẫn được giữ lại với các ứng dụng Palm-size PC như vậy.
Pocket PC 2000 chủ yếu dành cho các thiết bị Pocket PC. Tuy nhiên, một số thiết bị PC cỡ Palm cũng có khả năng được cập nhật. Một số điện thoại sử dụng Pocket PC 2000 cũng được ra mắt (với tên gọi Portable PC 2000), tuy nhiên vào thời điểm này, nền tảng phần cứng dành cho "Smartphone" của Microsoft vẫn chưa được tạo ra.
Vào thời điểm này, các thiết bị Pocket PC chưa được chuẩn hóa với kiến trúc CPU cụ thể. Kết quả là Pocket PC 2000 được phát hành trên nhiều kiến trúc CPU như SH-3, MIPS và ARM. Độ phân giải duy nhất được phiên bản này hỗ trợ là 240 x 320 (QVGA). Các định dạng thẻ lưu trữ di động được hỗ trợ là CompactFlash và MultiMediaCard. Khả năng truyền tệp bằng hồng ngoại (IR) là một trong những tính năng phần cứng ban đầu.
Ban đầu, Pocket PC có thiết kế tương tự như Windows 98, Windows 2000 và Windows Me. Điểm nổi bật của Pocket PC là giao diện đơn giản, phù hợp hơn với thiết bị di động, không giống như giao diện trên các Palm-size PC trước đây. Hỗ trợ chính cho Pocket PC 2000 kết thúc vào ngày 30 tháng 9 năm 2005 và hỗ trợ mở rộng kết thúc vào ngày 9 tháng 10 năm 2007.
Bản phát hành đầu tiên này có nhiều ứng dụng tích hợp sẵn. Nhiều trong số đó có nhãn hiệu tương tự để phù hợp với các ứng dụng dành cho máy tính để bàn; chẳng hạn như Microsoft Reader, Microsoft Money, Pocket Internet Explorer và Windows Media Player. Một phiên bản Microsoft Office có tên Pocket Office cũng được đóng gói và bao gồm Pocket Word, Pocket Excel và Pocket Outlook. Notes, một ứng dụng ghi chú được phát hành và được hầu hết các phiên bản Windows Mobile sau này hỗ trợ. Hỗ trợ nhận dạng ký tự thông minh cho phép Notes phân biệt các kiểu chữ viết tay mà hệ điều hành  học trong quá trình xử lý để cải thiện độ chính xác và mức độ nhận dạng.

### Pocket PC 2002

Màn hình thông báo Today trên Pocket PC 2002

Pocket PC 2002 với tên mã ban đầu là "Merlin", được phát hành vào ngày 4 tháng 10 năm 2001, và dựa trên nhân Windows CE 3.0 giống như Pocket PC 2000.
Mặc dù hệ điều hành được phát triển chủ yếu cho các thiết bị Pocket PC với độ phân giải 240×320 (QVGA), Pocket PC 2002 cũng được sử dụng cho điện thoại Pocket PC (Pocket PC 2002 Phone Edition) vầ điện thoại thông minh (Smartphone 2002). Những chiếc điện thoại này chủ yếu là thiết bị GSM. Với các phiên bản sau này, các dòng Pocket PC và Điện thoại thông minh sẽ ngày càng khác nhau khi các điều khoản cấp phép được nới lỏng cho phép các OEM tận dụng các ý tưởng thiết kế một cách sáng tạo hơn.
Pocket PC 2002 có thiết kế tương tự như Windows XP. Các chương trình mới được bổ sung hoặc cập nhật bao gồm Windows Media Player 8 với khả năng phát trực tuyến; MSN Messenger và Microsoft Reader 2 (Đi kèm hỗ trợ quản lý bản quyền kỹ thuật số), các công cụ kiểm tra chính tả và đếm từ trong Pocket Word cùng một số cải tiến cho Pocket Outlook. Khả năng kết nối đã được cải thiện với tính năng truyền tệp trên các thiết bị không phải của Microsoft như Palm OS, bao gồm dịch vụ đầu cuối, hỗ trợ mạng riêng ảo cũng như khả năng đồng bộ hóa các thư mục. Các nâng cấp khác bao gồm giao diện người dùng với các theme có thể tải về và lưu trữ cũng như WAP trong Pocket Internet Explorer.

### Windows Mobile 2003

Màn hình thông báo Today trên Windows Mobile 2003 cho Pocket PC

Windows Mobile 2003 (tên cũ: Pocket PC 2003) với tên mã ban đầu "Ozone", là phiên bản đầu tiên được đặt theo tên gọi mới "Windows Mobile". Windows Mobile 2003 được phát hành vào ngày 23 tháng 6 năm 2003 dựa trên nhân Windows CE 4.x.
Có bốn phiên bản được phát hành: ""Windows Mobile 2003 for Pocket PC Premium Edition", "Windows Mobile 2003 for Pocket PC Professional Edition", "Windows Mobile 2003 for Smartphone" và "Windows Mobile 2003 for Pocket PC Phone Edition". Phiên bản Phone được thiết kế đặc biệt cho Pocket PC có chức năng nghe gọi. Phiên bản Professional được sử dụng trong các mẫu Pocket PC bình dân. Phiên bản này lược bớt một số tính năng có trong phiên bản Premium như ứng dụng khách dành cho VPN L2TP/IPsec. Tất cả các phiên bản Windows Mobile 2003 đều phát triển trên Windows CE 4.20.
Giao thức truyền thông được cải tiến với tính năng quản lý thiết bị Bluetooth, cho phép hỗ trợ truyền tệp Bluetooth, tai nghe Bluetooth và bàn phím Bluetooth. Một ứng dụng hình ảnh mới được thêm vào với các chức năng như xem, chỉnh sửa, gửi e-mail và hỗ trợ truyền phát (beaming support). Các tính năng đa phương tiện mới bao gồm khả năng cài tệp MIDI làm nhạc chuông trong Phone Edition và Windows Media Player 9.0 với khả năng phát trực tuyến được tối ưu hóa. Một trò chơi giải đố có tên Jawbreaker nằm trong số các chương trình được cài đặt sẵn. GAPI được đưa vào nhằm tạo điều kiện thuận lợi cho việc phát triển trò chơi cho nền tảng.
Các tính năng/ứng dụng tích hợp khác bao gồm: Pocket Outlook nâng cao với khả năng hỗ trợ vCard và vCal, cải tiến Pocket Internet Explorer và các tùy chọn trả lời SMS cho Phone Edition.

### Windows Mobile 2003 SE
Windows Mobile 2003 Second Edition, còn được gọi là "Windows Mobile 2003 SE", được phát hành vào ngày 24 tháng 3 năm 2004 dựa trên nhân Windows CE 4.x. Nó được cung cấp lần đầu trên Dell Axim x30. Đây là phiên bản cuối cùng cho phép người dùng sao lưu và khôi phục toàn bộ thiết bị thông qua ActiveSync.
Phiên bản nâng cấp này cho phép người dùng chuyển đổi giữa 2 chế độ dọc và ngang. Bố cục một cột trong Pocket Internet Explorer cũng được cập nhật. Một số tính năng mới khác bao gồm hỗ trợ Truy cập Wi-Fi được bảo vệ (WPA) và độ phân giải màn hình mới: 640×480 (VGA), 240×240, 480×480.

### Windows Mobile 5

Màn hình thông báo Today trên Windows Mobile 5.0

Windows Mobile 5.0 với tên mã ban đầu "Magneto", được giới thiệu lần đầu tại Microsoft's Mobile and Embedded Developers Conference (Hội nghị các nhà phát triển nhúng và di động của Microsoft) vào ngày 9–12 tháng 5 năm 2005 tại Las Vegas. Phiên bản được phát triển dựa trên nhân Windows CE 5.0.
Microsoft cung cấp hỗ trợ chính thức cho Windows Mobile 5 đến ngày 12 tháng 10 năm 2010 và hỗ trợ mở rộng đến ngày 13 tháng 10 năm 2015. Thiết bị đầu tiên sử dụng phiên bản này là Dell Axim x51. Windows Mobile 5.0 sử dụng .NET Compact Framework 1.0 SP3, môi trường dành cho các chương trình dựa trên .NET. Các cải tiến về hệ điều hành bao gồm chức năng "push" của Microsoft Exchange Server hoạt động trên phiên bản Exchange 2003 SP2(cần được hỗ trợ từ nhà cung cấp/thiết bị). Một nâng cấp nắm trong AKU 2 cho phép các thiết bị WM 5.0 hỗ trợ DirectPush.
Một tính năng mới khác được giới thiệu là tính năng tiết kiệm pin nâng cao, hay được gọi là khả năng lưu trữ liên tục (persistent storage capability). Trước đây, tới 50% (đủ cho 72 giờ sử dụng) dung lượng pin được dành riêng để duy trì dữ liệu trong RAM. Tính năng mới này thúc đẩy các thiết bị chuyển từ sử dụng RAM làm phương tiện lưu trữ chính sang sử dụng kết hợp RAM và bộ nhớ flash. Các chương trình và dữ liệu được truy cập thường xuyên chạy trong RAM, trong khi phần lớn bộ nhớ nằm trong bộ nhớ flash. Hệ điều hành di chuyển liền mạch dữ liệu giữa chúng khi cần thiết. Mọi thứ đều được sao lưu vào bộ nhớ flash, do đó, không giống như các thiết bị trước đó, thiết bị WM5 không mất dữ liệu nếu mất điện. Một điều chỉnh mới ở phiên này là các bản cập nhật hệ điều hành đã được phát hành dưới dạng adaptation kit upgrades (bộ công cụ nâng cấp), với AKU 3.5 là bản phát hành cuối cùng.
Microsoft Office Mobile cũng được cập nhật bao gồm PowerPoint Mobile, Excel Mobile với khả năng vẽ đồ thị và Word Mobile với khả năng chèn bảng và đồ họa. Gói Hình ảnh và Video giúp cải tiến khả năng quản lý video và hình ảnh cùng với phiên bản Windows Media Player 10 Mobile mới. Trong số các tính năng phần cứng mới có bao gồm hỗ trợ Bluetooth nâng cao, bàn phím QWERTY và giao diện quản lý cho Hệ thống định vị toàn cầu (GPS). Các cải tiến đã được thực hiện đối với ActiveSync 4.2 với tốc độ đồng bộ hóa tăng 15%. Khách hàng doanh nghiệp được hưởng lợi từ tiện ích báo cáo lỗi mới tương tự như các phiên bản Windows dành cho máy tính để bàn và máy chủ. Caller ID được cập nhật hỗ trợ dùng ảnh làm đại diện cho mỗi thành viên trong danh bạ. DirectShow và DirectDraws lần đầu được thêm vào cùng với khả năng tăng tốc phần cứng.
Windows Mobile 5.0 yêu cầu ít nhất 64 MB ROM (khuyến nghị 64 MB RAM), đồng thời thiết bị phải chạy bộ xử lý tương thích ARM như Intel XScale hoặc các phiên bản Samsung and Texas Instruments hỗ trợ ARM.

### Windows Mobile 6

Today Screen trên Windows Mobile 6.0

Windows Mobile 6, có tên mã ban đầu "Crossbow", được phát hành vào ngày 12 tháng 2 năm 2007 tại 3GSM World Congress 2007 và được phát triển dựa trên nhân Windows CE 5.2.
WM6 có ba phiên bản khác nhau: "Windows Mobile 6 Standard" dành cho Smartphone (điện thoại không có màn hình cảm ứng), "Windows Mobile 6 Professional" dành cho Pocket PC có chức năng nghe gọi và "Windows Mobile 6 Classic" dành cho Pocket PC không có chức năng nghe gọi.
Windows Mobile 6 được phát triển dựa trên Windows CE 5.0 (phiên bản 5.2). WM6 hỗ trợ các phần mềm mới của Microsoft như Windows Live hay Exchange 2007. Windows Mobile 6 Standard được sử dụng lần đầu trên SPV E650 của Orange, trong khi Windows Mobile 6 Professional là Xda Terra của O2. Windows Mobile 6 có thiết kế tương tự như Windows Vista. Các chức năng của WM6 tương đối giống với Windows Mobile 5 nhưng có độ ổn định tốt hơn nhiều.

### Windows Mobile 6.1

Today Screen trên Windows Mobile 6.1

Windows Mobile 6.1 được công bố vào ngày 1 tháng 4 năm 2008 và thiết kế dựa trên nhân Windows CE 5.x.
Đây là một bản nâng cấp nhỏ cho nền tảng Windows Mobile 6 với một số cải tiến về hiệu suất và Home screen với các ô ngang mở rộng khi nhấp để hiển thị thêm thông tin, mặc dù màn hình chính mới này chỉ có trên phiên bản Windows Mobile Standard. Một số tính năng khác như Threaded SMS, phóng to toàn bộ trang trong Internet Explorer và Domain Enroll, phiên bản "di động" của chương trình Microsoft OneNote và trình hướng dẫn "Bắt đầu" cũng được thêm vào. Domain Enroll là chức năng kết nối thiết bị với System Center Mobile Device Manager 2008, một sản phẩm để mới nhằm quản lý thiết bị di động. Windows Mobile 6.1 cũng đã cải thiện hiệu suất băng thông khi đồng bộ hóa email bằng ActiveSync lên tới 40% Điều này đã giúp cải thiện đáng kể thời lượng pin ở nhiều thiết bị.
Ngoài sự khác biệt về hình ảnh và tính năng, các phiên bản CE tùy chỉnh có thể được sử dụng để phân biệt WM 6.0 với WM 6.1. Phiên bản Windows CE trong WM 6.0 là 5.2.*, trong đó số thứ ba và số cuối cùng là ID bản dựng gồm bốn chữ số (ví dụ: 5.2.1622 trên HTC Wing). Trong WM 6.1, phiên bản CE là 5.2.* với ID bản dựng gồm 5 chữ số (ví dụ: 5.2.19216 trên Palm Treo 800w).

### Windows Mobile 6.5

Today Screen trên Windows Mobile 6.5

Windows Mobile 6.5 là một bản cập nhật tạm thời cho Windows Mobile 6.1 dựa trên nhân Windows CE 5.x, nhằm thu hẹp khoảng cách giữa phiên bản 6.1 và Windows Mobile 7 chưa được phát hành (Dự án bị hủy bỏ và được thay thế bằng Windows Phone 7). Nó chưa bao giờ nằm trong lộ trình của Microsoft và được giám đốc điều hành Steve Ballmer mô tả là "không phải là bản phát hành đầy đủ mà Microsoft mong muốn" cho đến khi Windows Mobile 7 hỗ trợ cảm ứng đa điểm (hiện được thay thế bởi Windows Phone) xuất hiện. Ballmer cũng chỉ trích công ty đã "phá hỏng Windows Mobile", ông than thở rằng Windows Mobile 7 vẫn chưa có sẵn và nhóm Windows Mobile cần cố gắng bù đắp khoản lỗ. Microsoft đã công bố phiên bản này tại Mobile World Congress 2009 vào tháng 2, cùng với một số thiết bị hỗ trợ. WM6.5 được phát hành cho các nhà sản xuất vào ngày 11 tháng 5 năm 2009; các thiết bị đầu tiên chạy hệ điều hành này xuất hiện vào cuối tháng 10 năm 2009. Một số điện thoại được cài sẵn Windows Mobile 6.1 chính thức có thể được cập nhật chính thức lên Windows Mobile 6.5. Bản cập nhật này bao gồm một số tính năng mới được bổ sung quan trọng, chẳng hạn như GUI được cải tiến, Today screen mới giống với màn hình của trình phát Zune của Microsoft với các nhãn có thể cuộn theo chiều dọc (được gọi là 'Titanium'). Windows Mobile 6.5 có chức năng và thiết kế tương tự như Windows 7. Nó cũng bao gồm trình duyệt Internet Explorer Mobile 6 với giao diện được cải tiến.

## Đánh giá
Nhìn chung, Windows Mobile được coi là một hệ điều hành thất bại toàn diện của Microsoft. Không có nhiều hãng phần cứng thực sự mặn mà với nó, trong khi giá thiết bị đầu cuối cao, và thiếu ổn định trong màn hình cảm ứng khiến hệ điều hành này chỉ đến được với một số nhỏ người dùng thiết bị di động và bị lép vế so với các hệ điều hành khác như Symbians hay Blackberry OS khá thịnh hành cùng thời.
Tuy nhiên, Windows Mobile cũng góp phần nhiều vào việc phổ biến thiết bị di động sử dụng màn hình cảm ứng hay mở đầu cho khả năng đa nhiệm trên một thiết bị sử dụng hệ điều hành di động. Cũng từ hệ điều hành này, các khái niệm "build ROM/up ROM/port ROM" cũng được khai sinh và sau này rất phổ biến trên hệ điều hành Android